# Pacyfikacja Powiśla Czerniakowskiego
Pacyfikacja Powiśla Czerniakowskiego – fala masowych mordów, grabieży i gwałtów, które przetoczyły się przez warszawski Solec (określany potocznie jako Górny Czerniaków lub Powiśle Czerniakowskie) w czasie powstania warszawskiego. 
Podczas walk prowadzonych na Powiślu Czerniakowskim w dniach 11–23 września 1944 oddziały niemieckiej Grupy Bojowej „Reinefarth” zamordowały setki wziętych do niewoli żołnierzy AK (w tym wielu pacjentów powstańczych szpitali), jak również dopuściły się szeregu zbrodni na cywilnej ludności Górnego Czerniakowa.

## Początek bitwy o przyczółek czerniakowski
Na początku września 1944 radzieckie 47. i 70. armia wchodzące w skład I Frontu Białoruskiego (dowodzonego przez marszałka Konstantego Rokossowskiego) rozpoczęły przygotowania do koncentrycznego natarcia na przedmoście niemieckie na wschód od Warszawy. 14 września, po kilkudniowych walkach, oddziały Armii Czerwonej i Ludowego Wojska Polskiego wyzwoliły warszawską Pragę.
Tymczasem po zdobyciu warszawskiej Starówki (2 września 1944) Niemcom nie udało się – mimo zaciekłych ataków – złamać oporu broniących się w Śródmieściu głównych sił AK. Obawiając się, że Polacy mogą wkrótce połączyć się z Armią Czerwoną, niemieckie dowództwo postanowiło skierować główne uderzenie na powstańcze pozycje położone wzdłuż brzegów Wisły. 6 września, po trzydniowym szturmie, padło Powiśle Północne. 11 września Niemcy rozpoczęli natomiast natarcie na Górny Czerniaków. SS-Obergruppenführer Erich von dem Bach-Zelewski planował zdobyć tę część miasta koncentrycznym uderzeniem z dwóch kierunków. Od północy nacierać miała część Grupy Bojowej „Reinefarth”, w tym SS-Sonderregiment Dirlewanger złożony z niemieckich kłusowników i kryminalistów zwolnionych z więzień i obozów koncentracyjnych. Z kolei od południa nacierać miała Grupa Bojowa „Rohr”, przy czym tak długo, jak pozostawała ona uwikłana w walki na Sielcach, atak z tego kierunku nie mógł nabrać rozmachu.
Również dowództwo AK, spodziewając się rychłego nadejścia wojsk sowieckich, uznało Powiśle Czerniakowskie za odcinek priorytetowy. Skierowano tam uznawane za jednostkę elitarną Zgrupowanie „Radosław” oraz dużą część powstańczych zapasów granatów i amunicji.

## Zbrodnie niemieckie podczas bitwy o Powiśle Czerniakowskie

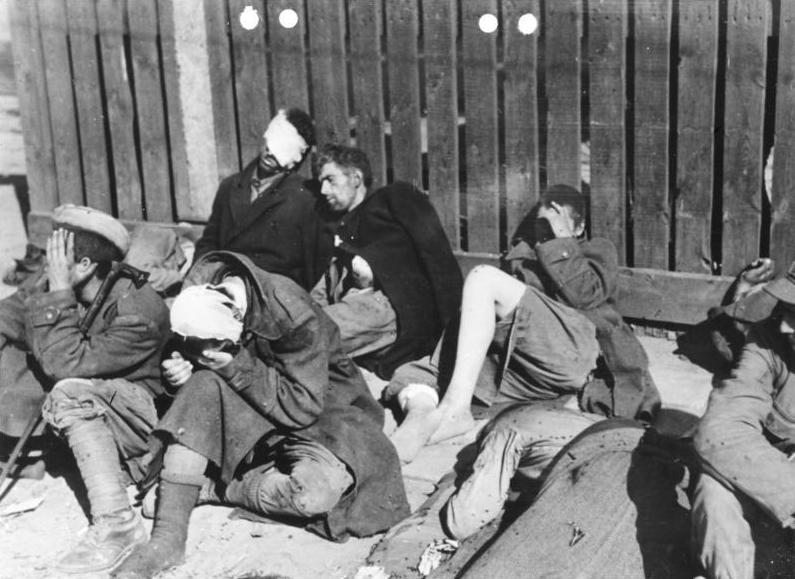
Żołnierze AK i LWP wzięci do niewoli na Czerniakowie

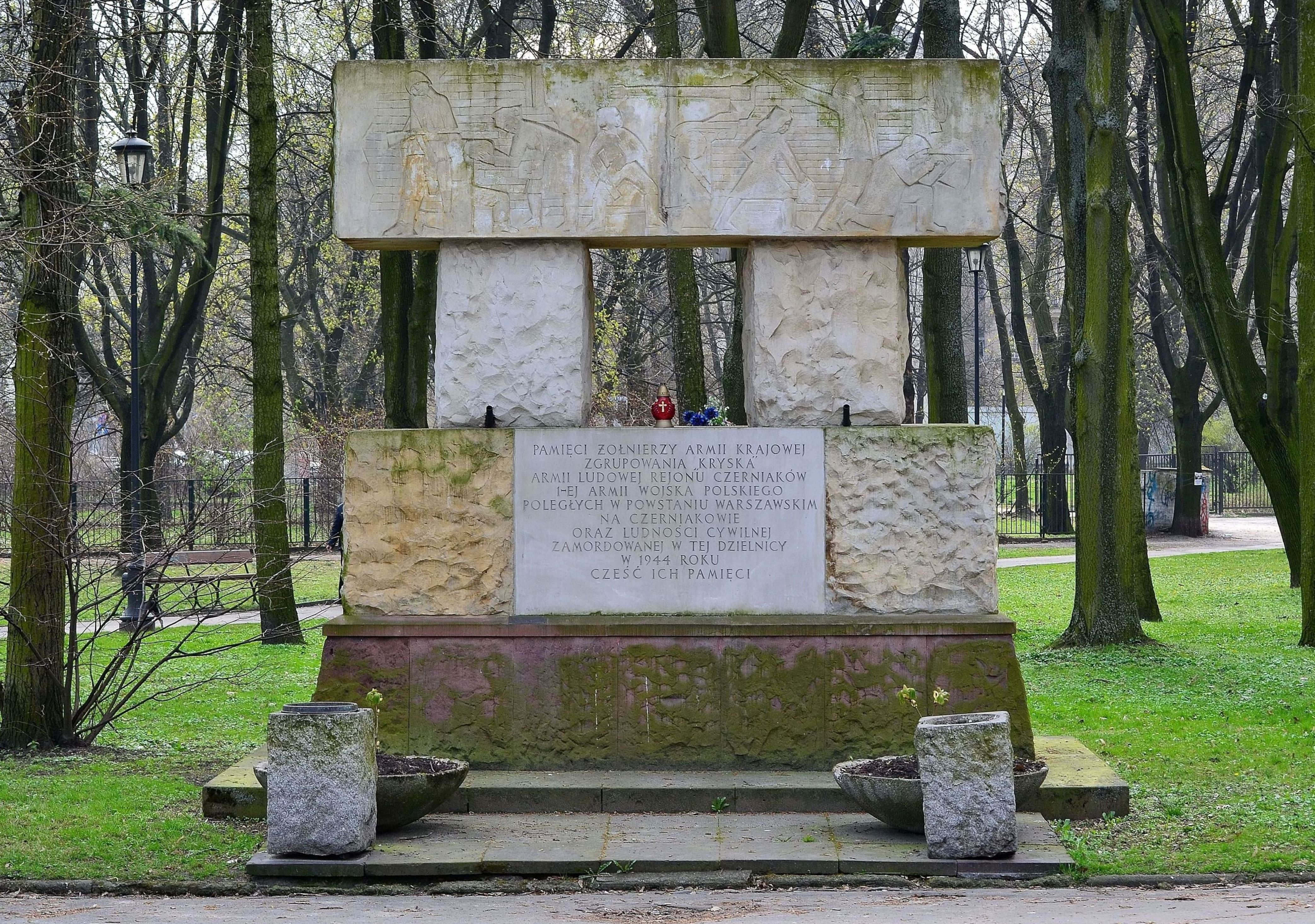
Pomnik upamiętniający obrońców Czerniakowa i pomordowaną ludność dzielnicy

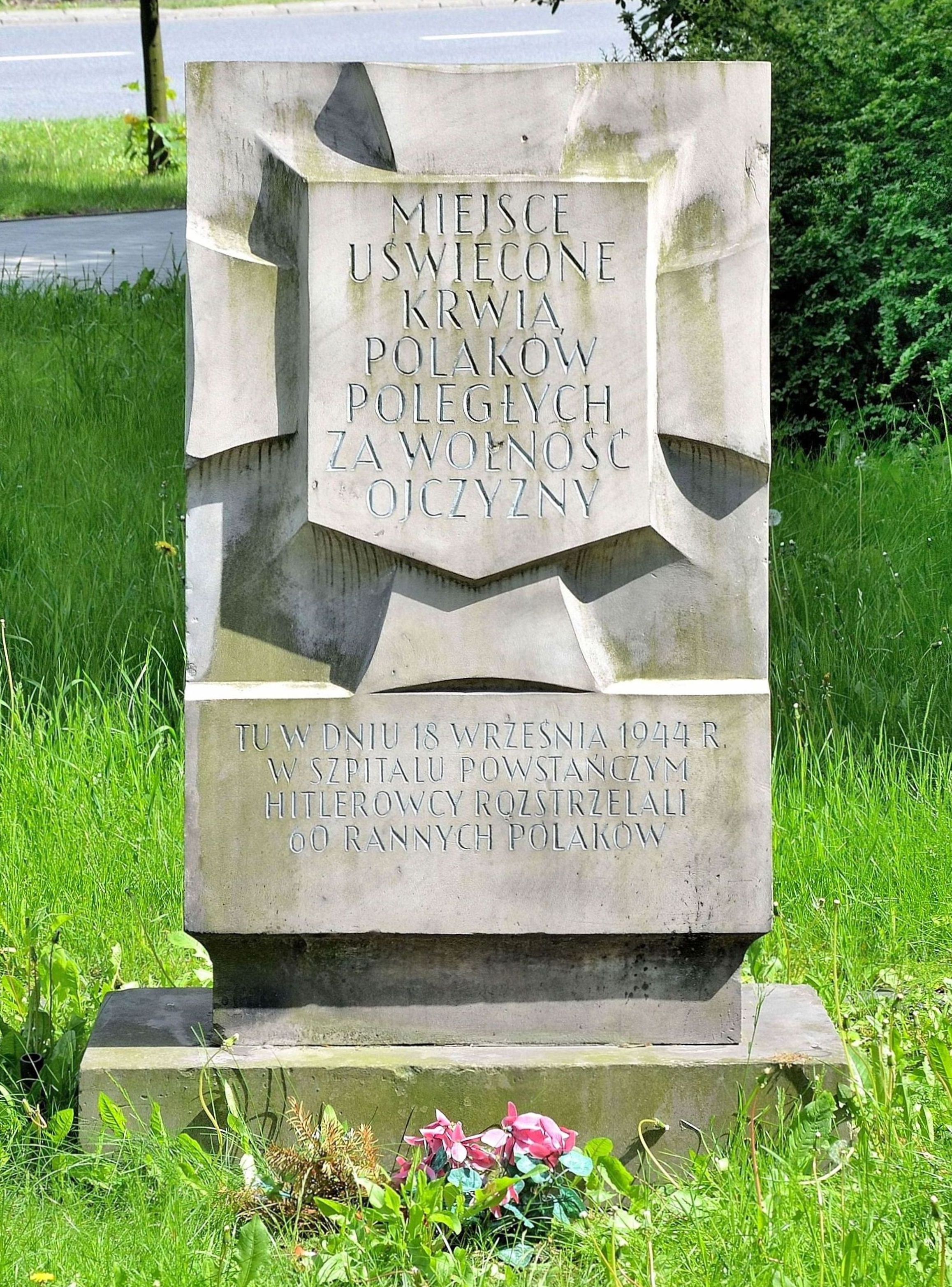
Tablica Tchorka upamiętniająca masakrę powstańczego szpitala przy ul. Solec 41

30 sierpnia 1944 rządy USA i Wielkiej Brytanii zgodziły się uznać oficjalnie Armię Krajową za integralną część Polskich Sił Zbrojnych, której przysługują pełne prawa kombatanckie. Z kolei 3 września 1944 Deutsche Nachrichtenbüro nadało komunikat, w którym ogłoszono, iż również Niemcy uznają prawa kombatanckie żołnierzy AK. W rzeczywistości wzięci do niewoli powstańcy byli niemal bez wyjątku mordowani – bez względu na płeć i stan zdrowia. Nie zmieniał tego fakt, że żołnierze AK prowadzili walkę w sposób otwarty i posiadali przewidziane prawem oznaki żołnierskie – a więc walczyli zgodnie z konwencją haską. Powstańcze łączniczki i sanitariuszki nierzadko padały ofiarą gwałtów. Wziętych do niewoli żołnierzy LWP („berlingowców”) Niemcy zasadniczo oszczędzali, choć zdarzały się przypadki, gdy również oni byli torturowani i mordowani przez esesmanów.
Na tym etapie powstania Niemcy nie dokonywali już masowej eksterminacji cywilnej ludności Warszawy. Na Powiślu Czerniakowskim nadal jednak dochodziło do licznych doraźnych egzekucji na cywilach, których ofiarą padali przede wszystkim młodzi mężczyźni podejrzewani o udział w powstaniu. Mordom towarzyszyły grabieże oraz gwałty na kobietach. Podobnie jak miało to miejsce podczas walk w pozostałych dzielnicach stolicy, Niemcy wykorzystywali cywilów w charakterze „żywych tarcz”, pędząc ich przed swoimi czołgami.
W czasie walk na Powiślu Czerniakowskim miejscem masowych mordów na jeńcach wojennych stały się w pierwszym rzędzie powstańcze szpitale. 13 września 1944 esesmani z pułku Dirlewangera przypuścili szturm na powstańczą redutę w gmachu ZUS przy ulicy Czerniakowskiej 231, której bronił pluton podporucznika Andrzeja Samsonowicza „Xięcia” z batalionu „Zośka”. W budynku mieścił się wówczas powstańczy szpital (wyraźnie oznaczony flagą Czerwonego Krzyża) kierowany przez doktora Zdzisława Góreckiego. Stanowił on główną bazę sanitarną dla oddziałów powstańczych na Powiślu Czerniakowskim. Niemcy i ich wschodni kolaboranci (głównie Azerowie) zaciekle atakowali budynek przy wsparciu lotnictwa i dział szturmowych. Około południa w gmachu wybuchł pożar, którego nie dało się ugasić z powodu braku wody. Silny ogień broni maszynowej od strony pobliskiej gazowni, szpitala św. Łazarza i alei Na Skarpie uniemożliwiał ewakuację rannych. Sytuacja pogorszyła się, gdy w okolicach godziny 17:00 szpital zbombardowały niemieckie samoloty. Gmach częściowo się zawalił, a w schronie w którym ukrywała się część rannych i chorych wybuchł pożar, w wyniku którego kilkudziesięciu pacjentów spłonęło żywcem. Pozostałych przy życiu ludzi wynoszono na ulicę wśród toczącego się wokół boju, wskutek czego ginął i personel i pacjenci. Ratując rannych zginęli m.in. dr Zdzisław Górecki, dr Wanda Kozakiewicz-Grochowska, dr Mieczysław Dziewanowski, dr Tatiana Dziewanowska i dr Zofia Pęska. Około 120 pacjentów udało się ewakuować z płonącego skrzydła gmachu, jednak w związku z faktem, iż opanowana przez powstańców część ulicy Czerniakowskiej również stała w płomieniach, personel sanitarny musiał przenieść rannych do zajętej przez Niemców gazowni. Tam kryminaliści z pułku Dirlewangera kopali ich i bili, dopuszczając się przy tym grabieży oraz gwałtów na kobietach. Grupę lekko rannych Niemcy odesłali pod eskortą w kierunku ulicy Frascati, ciężko rannych chcieli zapewne wymordować ale przeszkodził w tym im nalot sowieckiego lotnictwa. W powstałym w jego wyniku chaosie sanitariuszki zdołały z pomocą cywilów przenieść rannych do Zakładu św. Kazimierza na Tamce. W nocy, po wygaśnięciu pożarów, Niemcy przedostali się do gmachu ZUS. W zajętej przez siebie części budynku wymordowali rannych i cywilów, którzy nie zdołali wcześniej opuścić szpitala. Kobiety były gwałcone. Tego dnia zginęło łącznie około 60 pacjentów i pracowników szpitala.
Następnego dnia Niemcy zmusili powstańców do odwrotu z ulicy Czerniakowskiej i odskoku na ulicę Zagórną. W tym samym czasie zajęli również rejon ulicy Przemysłowej. Blisko 400 cywilów zostało wyciągniętych z piwnic i spędzonych do portu czerniakowskiego, gdzie Niemcy mordowali młodych mężczyzn, którym nawet nie próbowano udowodnić udziału w powstaniu. Zginął wówczas kierownik portu, Feliks Słoczyński. Pozostałych ludzi Niemcy pognali ulicą Łazienkowską ku Agrykoli.
15 września w szopie przy ulicy Idźkowskiego Niemcy spalili żywcem nieznaną liczbę wziętych do niewoli powstańców, a dwie osoby (w tym jedną sanitariuszkę) powiesili. Tego samego dnia esesmani Dirlewangera zajęli również powstańczy szpital nr 1 (zwany „Blaszanką”), ulokowany w zabudowaniach fabryki „Citroen” przy ulicy Czerniakowskiej 199. W kierowanym przez doktora Piotra Załęskiego szpitalu znajdowało się wówczas 162 pacjentów. Z powodu donosu złożonego przez volksdeutscha niemiecki lekarz Willy Schulze już następnego dnia zastrzelił dwóch rannych powstańców. W szpitalu miały również miejsce gwałty na sanitariuszkach. Kolejnych 37 ciężko rannych, którzy nie byli w stanie samodzielnie się poruszać, Niemcy rozstrzelali podczas ewakuacji szpitala w dniu 26 września. Ponadto w trakcie przemarszu do Dworca Zachodniego (skąd rannych i personel wywieziono do obozu przejściowego w Pruszkowie) Niemcy wyciągnęli z kolumny kilka osób, które podejrzewali o żydowskie pochodzenie lub które w jakiś sposób zwróciły na siebie ich uwagę. Wśród nich był 17-letni syn doktora Załęskiego – Maksymilian. Wszystkich zatrzymanych zabrano do koszar niemieckiej policji przy pl. Narutowicza i ślad po nich zaginął.
16 września Niemcom udało się wtargnąć do szpitala powstańczego ulokowanego w budynku szkoły powszechnej nr 29 przy ulicy Zagórnej 9. W szpitalu znajdowało się wówczas ponad 200 rannych. Wieczorem Niemcy zabrali do siedziby Sicherheitspolizei w alei Szucha wszystkich rannych, którzy byli w stanie się poruszać, a także pewną liczbę ciężko rannych (kobiety) wraz z personelem medycznym. Część rannych (młodych mężczyzn podejrzewanych o udział w powstaniu) rozstrzelano na Szucha. Około 80 ciężko rannych pozostało w piwnicach szpitala. Większość z nich została zamordowana przez Niemców. Następnego dnia żołnierze przybyłego zza Wisły III batalionu 9. pułku piechoty przeprowadzili kontratak, który wyparł Niemców ze szpitala i umożliwił ewakuację tych rannych, którzy przeżyli masakrę.
18 września Niemcy opanowali szpital powstańczy znajdujący się na terenie posesji przy ulicy Solec 41, skąd jednak zostali szybko wyparci w wyniku polskiego kontrataku. Wycofując się Niemcy podłożyli jednak ogień w budynku, po czym nie pozwolili ewakuować rannych – otwierając ogień do idących im z pomocą powstańczych sanitariuszek, jak również do każdego, kto próbował opuścić płonący szpital. W płomieniach lub od niemieckich kul zginęło około 60 rannych oraz kilka sanitariuszek. Tego samego dnia w opanowanych domach przy ulicy Wilanowskiej nr 18/20 i 22 Niemcy zamordowali od kilkudziesięciu do ponad 200 osób – rannych powstańców oraz młodych mężczyzn podejrzewanych o udział w powstaniu.
19 września Niemcy opanowali posesję przy ulicy Idźkowskiego 4, gdzie schroniło się blisko 400 rannych i cywilów. W zdobytym budynku Niemcy wymordowali schwytanych żołnierzy AK, a cywilów wypędzili z posesji prosto na znajdującą się pod krzyżowym ogniem ulicę Idźkowskiego. Zginęło wówczas blisko 60 osób. Ocalałych popędzono do szkoły przy ulicy Zagórnej 9, gdzie rozstrzelano mężczyzn podejrzewanych o udział w powstaniu. Sanitariuszka Janina Paluchowska zeznała później, że na podwórzu szkoły leżał „wielki stos ciał” młodych dziewcząt i chłopców.
20 września sytuacja obrońców Czerniakowa była już krytyczna. Poprzedniego wieczoru blisko 260 żołnierzy Zgrupowania „Radosław” (w tym 30 kobiet) wraz ze swoim dowódcą pułkownikiem Janem Mazurkiewiczem zeszło do kanałów i ewakuowało się na Mokotów. Na Powiślu Czerniakowskim pozostały resztki Brygady „Broda 53” oraz Zgrupowania „Kryska” (łącznie ok. 200 żołnierzy AK dowodzonych przez kapitana Ryszarda Białousa „Jerzego”), jak również ok. 200 żołnierzy 9. pułku piechoty LWP, dowodzonych przez majora Stanisława Łatyszonka. Utrzymywali oni jeszcze kwartał domów na południowym rogu ulicy Wilanowskiej i Solca oraz niewielki odcinek brzegu Wisły naprzeciwko ulicy Wilanowskiej. W szeregi obrońców powoli wkradało się już rozprężenie. Tego dnia z opanowanych domów przy ulicy Wilanowskiej dirlewangerowcy spędzili około 1000 osób do magazynów „Społem” na rogu ulic Czerniakowskiej i Wilanowskiej. Tam rozstrzelali blisko 100 mężczyzn i kobiet, których podejrzewali o udział w powstaniu. Zginęła wówczas jedna z najsłynniejszych kobiet powstania – łączniczka „Szympans” (Maria Cetys).
21 września na Solcu nadal trwały zaciekłe walki. Niemcom udało się z dużym trudem zająć domy przy ulicy Wilanowskiej nr 4, 6 i 5. W polskich rękach pozostawały już tylko dwie zniszczone bombami kamienice przy ulicy Wilanowskiej 1 i Solec 53 oraz ok. 200-metrowy odcinek wybrzeża Wisły z zatopionym częściowo statkiem spacerowym „Bajka”. W zajętej przez Niemców kamienicy przy ulicy Wilanowskiej 5 znajdował się powstańczy szpital kierowany przez doktor „Konstancję” (Irena Konopacka-Semadeni). Po zajęciu budynku Niemcy zamordowali 122 rannych, z czego 12 powiesili (m.in. kapelana księdza „Karola”). W podziemiach budynku jeden z oficerów SS osobiście zastrzelił 110 pacjentów, każąc doktor „Konstancji” każdorazowo stwierdzać zgon ofiary. Wśród zamordowanych znalazł się m.in. kapitan „Topolnicki” (Jan Misiurewicz) – dowódca kompanii w brygadzie „Broda 53”. Doktor „Konstancja” zdołała z narażeniem życia uratować od egzekucji 17 rannych. Następny niemiecki oficer zgodził się na ewakuację pozostałych przy życiu pacjentów, ale dalszy los większości z nich jest nieznany. Z grupy ocalałych przeżyło na pewno siedmiu najciężej rannych, którzy pozostali przy doktor „Konstancji” i których przenosiła przy pomocy cywilów.

## Upadek Powiśla Czerniakowskiego

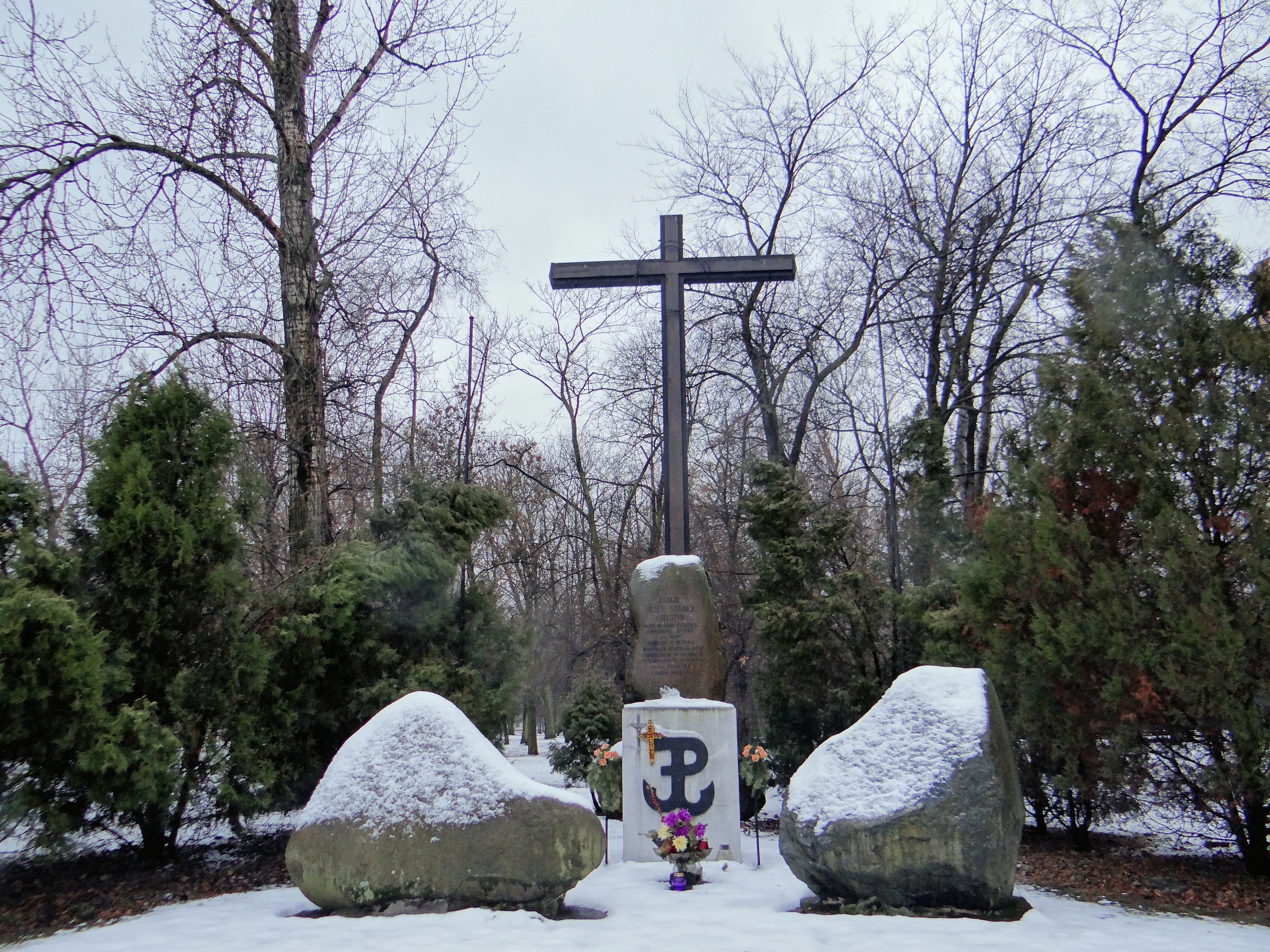
Miejsce pamięci poświęcone ks. Józefowi Stankowi

22 września Niemcy szturmowali ostatnie polskie pozycje na Górnym Czerniakowie. Obrońcom brakowało już wszystkiego: amunicji, żywności, a nawet wody. Żołnierze byli także krańcowo wyczerpani. Ewakuacja na drugi brzeg Wisły zakończyła się tylko częściowym powodzeniem. Tego dnia wieczorem poinformowano obrońców, że jednorazowa ewakuacja na prawy brzeg Wisły nie będzie możliwa z powodu braku odpowiedniej ilości sprzętu przeprawowego. Zapowiedziano, że łodzie z Pragi mogą kursować na Czerniaków co najwyżej przez kilka nocy. W tej sytuacji większość żołnierzy AK wraz z majorem Łatyszonkiem i 20 „berlingowcami” postanowiła przebić się do pozostającego w polskich rękach Śródmieścia. Tylko pięcioosobowa grupka z kapitanem „Jerzym” na czele zdołała jednak dotrzeć do pozycji powstańczych. Pozostali żołnierze zostali w większości schwytani przez Niemców (w tym major Łatyszonek).
23 września w godzinach porannych Niemcy opanowali ostatnie bastiony polskiej obrony na Powiślu Czerniakowskim – domy przy ulicy Wilanowskiej 1 i Solec 53. Według źródeł niemieckich do niewoli dostało się wtedy 82 żołnierzy LWP („legionistów”) oraz 57 żołnierzy AK. Podczas masakry, która nastąpiła wkrótce po zajęciu obu domów Niemcy zamordowali od 120 do 200 osób – żołnierzy AK, łączniczki, sanitariuszki oraz młodych mężczyzn podejrzewanych o udział w powstaniu. W fabryce ultramaryny w pobliżu domu Solec 53 powieszono na pasach transmisyjnych 14 jeńców – w tym księdza Józefa Stanka „Rudego” (kapelana Zgrupowania „Kryska”) oraz pięć sanitariuszek. Rozstrzelano tam także porucznika Stanisława Warzeckiego „Jerzego Szumskiego”. Kolejnych 30 powstańców powieszono w pobliżu przystani KS „Syrena” (w hali na lodzie). Zamordowano również kilku rannych ukrywających się na statku „Bajka”. Oddziałami SS mordującymi ostatnich obrońców Czerniakowa dowodził major Kurt Fischer (szef sztabu Reinefartha), po wojnie szef policji w Kassel . W niemieckich dokumentach „usprawiedliwiano” zamordowanie jeńców używaniem przez nich elementów niemieckich mundurów i wyposażenia.
Ocalałych cywilów oraz AK-owców, którzy zdołali zamaskować się w tłumie popędzono do siedziby Sipo w alei Szucha. Tam Gestapowcy ponownie dokonali „selekcji” więźniów, wybierając młodych mężczyzn i kobiety, których podejrzewali o udział w powstaniu. Ludzi tych rozstrzelano następnie w pobliskich ruinach Generalnego Inspektoratu Sił Zbrojnych. Mieszkańców Powiśla Czerniakowskiego, którzy przeżyli gestapowskie „selekcje” pognano na Dworzec Zachodni, a następnie wywieziono do obozu przejściowego w Pruszkowie.
Po kapitulacji przyczółka czerniakowskiego esesmani schwytali również sześć sanitariuszek i łączniczek AK (Grażyna Zasacka, Irena Kowalska-Wuttke, Barbara Plebańska i Krystyna Niżyńska z batalionu „Zośka” oraz NN. „Hanka” i „Marysia” z batalionu „Parasol”), które wraz z kolegami z Kedywu próbowały ukryć się w grupie cywilów i wziętych do niewoli „berlingowców”. Grupkę tę przed niechybną egzekucją uratowała wówczas interwencja oficera Wehrmachtu. Jeńców popędzono do siedziby Sipo w alei Szucha, a następnie na Wolę. Tam, prawdopodobnie jeszcze tego samego dnia, sześć dziewcząt, które przyznały się do służby w szeregach AK rozstrzelano w okolicach kościoła św. Wojciecha.

## W kulturze
Sceny mordów i gwałtów dokonywanych przez Niemców w powstańczym szpitalu na Czerniakowie zostały ukazane w drugim tomie powieści Romana Bratnego „Kolumbowie. Rocznik 20”, jak również w ostatnim odcinku serialu nakręconego na podstawie powieści.